# GTP difosfoquinasa
La GTP difosfoquinasa (EC 2.7.6.5) es una enzima que cataliza las siguientes reacciones químicas:
ATP + GTP {\displaystyle \rightleftharpoons } AMP + guanosina 3'-difosfato 5'-trifosfato (principal)

Por lo tanto, los tres posibles sustratos de esta enzima son el ATP, el GTP y el GDP, mientras que sus dos productos son AMP y guanosina 3'-difosfato 5'-trifosfato, o alternativamente guanosina 3'-difosfato 5'-difosfato.

## Clasificación
Esta enzima pertenece a la familia de las transferasas, más específicamente a las difosfotransferasas.

## Nomenclatura
El nombre sistemático de esta clase de enzimas es ATP:GTP 3'-difosfotransferasa. Otros nombres de uso común son factor estricto, guanosina 3',5'-polifosfato sintasa, GTP pirofosfoquinasa, ATP-GTP 3'-difosfotransferasa, guanosina 5',3'-polifosfato sintetasa, (p)ppGpp sintetasa I, (p)ppGpp sintetasa II, guanosina pentafosfato sintetasa, GPSI, y GPSII. 

## Función biológica
Esta enzima participa en el metabolismo de las purinas, donde cataliza dos reacciones químicas diferentes sobre sustratos estructuralmente relacionados:

## Estudios estructurales
Hasta el año 2007, se habían resuelto 4 estructuras terciarias para esta clase de enzimas, las cuales poseen los códigos de acceso a PDB:  1E3H, 1E3P, 1VJ7, y 2BE3.